# ادوارد ای. فریمن
ادوارد ای فریمن (انگلیسی: Edward A. Frieman؛ زاده ۱۹ ژانویهٔ ۱۹۲۶ درگذشته ۱۱ آوریل ۲۰۱۳) یک فیزیک‌دان اهل ایالات متحده آمریکا بود.